# Capriccio (muziekstuk)
Een capriccio (uit het Italiaans: 'bokkig, springerig en grillig stukje') is een muziekstuk dat meestal vrij is in vorm en een levendig karakter heeft. Er wordt meestal gebruikgemaakt van triolen en syncopaties. Melodisch worden veelvuldig grote en grillige sprongen (intervallen) toegepast, en ritmisch is er grote diversiteit in materiaal.
De term capriccio wordt voor een brede verzameling werken gebruikt. In de barok-tijd werd de term meestal gebruikt voor een kort muziekstuk voor toetsinstrumenten. Pietro Locatelli gebruikte de term begin achttiende eeuw voor een reeks stukken voor viool solo. Niccolò Paganini gebruikte de term voor een verzameling van 24 virtuoze solo-vioolwerken. Pjotr Iljitsj Tsjaikovski en Nikolaj Rimski-Korsakov noemden enkele van hun orkestwerken capriccio's. Johannes Brahms schreef tijdens de laatste jaren van zijn leven vele capriccio's voor piano. De van huis uit Spaanse componist Leonardo Balada schreef vijf capriccio's (Caprichos).